# Světlá (Studená)
Světlá (německy Swietla) je vesnice, část obce Studená v okrese Jindřichův Hradec v Jihočeském kraji v nadmořské výšce 710 metrů. Leží na jižním svahu Javořice – nejvyššího vrcholu Českomoravské vrchoviny.
Světlá má rozvolněnou zástavbu vysazenou kolem tzv. pramenné mísy, tvořenou převážně samostatnými uzavřenými dvorci franského typu sloučenými místy po dvojicích.

## Historie
Obec pochází ze středověké kolonizace a první písemná zmínka o vesnici pochází z roku 1385. V době Tereziánského katastru zde bylo údajně 8 sedláků a 9 chalupníků. V současné době má obec 42 domů. V roce 2011 zde trvale žilo 27 obyvatel.

## Obyvatelstvo
| Rok            | 1869 | 1880 | 1890 | 1900 | 1910 | 1921 | 1930 | 1950 | 1961 | 1970 | 1980 | 1991 | 2001 | 2011 | 2021 |
| -------------- | ---- | ---- | ---- | ---- | ---- | ---- | ---- | ---- | ---- | ---- | ---- | ---- | ---- | ---- | ---- |
| Počet obyvatel | 219  | 239  | 252  | 226  | 225  | 208  | 200  | 142  | 132  | 105  | 50   | 36   | 32   | 27   | 30   |
| Počet domů     | 37   | 42   | 41   | 40   | 40   | 39   | 41   | 44   | 36   | 34   | 24   | 35   | 36   | 39   | 41   |

## Obecní správa
Při sčítání lidu v letech 1850–1975 Světlá byla samostatnou obcí, se kterým patřila nejprve do okresu Dačice, ale v roce 1950 v okrese Třešť a od roku 1960 v okrese Jindřichův Hradec. Od 1. ledna 1976 je částí obce Studená v okrese Jindřichův Hradec.

## Pamětihodnosti
- Památník 1150. výročí příchodu věrozvěstů na Velkou Moravu severovýchodně nad obcí